# Brandtomyia spuria
Brandtomyia spuria är en tvåvingeart som beskrevs av Hardy 1986. Brandtomyia spuria ingår i släktet Brandtomyia och familjen borrflugor. Inga underarter finns listade.